# Cyprian Kizito Lwanga
Cyprian Kizito Lwanga (* 19. Januar 1953 in Naggalama, Uganda; † aufgefunden am 3. April 2021 in Kampala) war ein ugandischer Geistlicher und römisch-katholischer Erzbischof von Kampala. Als Präsident des Uganda Joint Christian Council (UJCC) war er auch eine politische Persönlichkeit in Uganda. 

## Leben
Cyprian Kizito Lwanga studierte von 1972 bis 1974 Philosophie am Priesterseminar in Katigondo und anschließend Theologie am Ggaba-Seminar in Kampala. Er empfing am 9. April 1978 durch den Erzbischof von Kampala, Emmanuel Kardinal Kiwanuka Nsubuga, das Sakrament der Priesterweihe und studierte ein Jahr später Verwaltungswissenschaften und Sprachen an der Universität Clermont-Ferrand. 1994 wurde er an der Päpstlichen Universität Santa Croce in Rom in Kanonischem Recht promoviert. Er war in der Seelsorge im Erzbistum Kampala tätig. 
Am 30. November 1996 ernannte ihn Papst Johannes Paul II. zum ersten Bischof des mit gleichem Datum errichteten Bistums Kasana-Luweero. Der Erzbischof von Kampala, Emmanuel Kardinal Wamala, spendete ihm am 1. März 1997 die Bischofsweihe; Mitkonsekratoren waren der Bischof von Jinja, Joseph B. Willigers MHM, und der Bischof von Fort Portal, Paul Lokiru Kalanda. Papst Benedikt XVI. ernannte ihn am 19. August 2006 zum Erzbischof von Kampala. Die Amtseinführung erfolgte am 30. September desselben Jahres.
Cyprian Kizito Lwanga war Präsident des Uganda Joint Christian Council (UJCC). 2020 forderte er die Regierung auf, die Präsidentschaftswahl 2021 wegen der COVID-19-Pandemie und der angespannten politischen Verhältnisse um drei Jahre zu verschieben. Im Februar 2021 warnte er vor einer erneuten Diktatur unter dem im Januar wiedergewählten Präsidenten Yoweri Museveni. Unmittelbar vor seinem Tod forderte Lwanga am 2. April 2021 in einer karfreitäglichen ökumenischen Feier der religiösen Führer der katholischen, orthodoxen und anglikanischen Kirchen in der Pauls-Kathedrale in Namirembe die ugandische Bevölkerung auf, „eine neue Kultur der Liebe und des Respekts für das menschliche Leben und die Würde zu pflegen“ und „Korruption, Hass, Tribalismus und Mord anzuprangern, die sich seit letztem Jahr beispiellos durchgesetzt haben“. Hintergrund ist vor allem das durch die Sicherheitskräfte tolerierte wahllose Verschwinden von Menschen, insbesondere von Hunderten von Jugendlichen und Unterstützern der National Unity Platform (NUP); nach ihrer Entführung kehrten viele mit Narben, Gehbehinderungen und vielen Anzeichen von Folter zurück.
Erzbischof Lwanga wurde am 3. April 2021 tot in seiner Wohnung in Kampala aufgefunden.